# Gewoon weidegitje
Het gewoon weidegitje (Cheilosia albitarsis) is een insect uit de familie zweefvliegen (Syrphidae).

## Algemeen
Het gewoon weidegitje is een algemene zweefvlieg in België, Nederland en andere Europese landen. Het insect is rond de 13mm groot en met name te vinden op boterbloemen in open grasvelden.

## Uiterlijk
Het gewoon weidegitje is geheel glanzend zwart. De vleugels lopen vrij lang door over het achterlijf. Het vrouwtje heeft een oranje gekleurde basis bij de vleugels terwijl het mannetje volledig kleurloos is. Verder is, net als bij veel andere vliegen, het mannetje van het vrouwtje te onderscheiden door de stand van de ogen.

## Vliegtijd
De vliegtijd duurt van april tot juli.